# Эд-Даэйн
Эд-Даэйн или Эд-Дуэйн (араб. الضعين‎, англ. El Daein)— город на юго-западе Судана, расположенный на территории провинции Восточный Дарфур.

## Географическое положение
Город находится в северо-восточной части штата, на высоте 449 метров над уровнем моря.
Эд-Даэйн расположен на расстоянии приблизительно 145 километров к юго-востоку от Ньялы, административного центра провинции и на расстоянии 815 километров к юго-западу от Хартума, столицы страны.

## Климат
| Показатель                    | Янв. | Фев. | Март | Апр. | Май  | Июнь | Июль  | Авг.  | Сен. | Окт. | Нояб. | Дек. | Год   |
| ----------------------------- | ---- | ---- | ---- | ---- | ---- | ---- | ----- | ----- | ---- | ---- | ----- | ---- | ----- |
| Средний суточный максимум, °C | 32,9 | 34,5 | 37,9 | 39,8 | 39,6 | 36,7 | 32,9  | 31,6  | 33,8 | 36,5 | 35,8  | 33,7 | 35,5  |
| Средняя температура, °C       | 23,5 | 25,0 | 28,7 | 30,6 | 31,6 | 30,1 | 27,5  | 26,6  | 27,5 | 28,4 | 26,4  | 24,1 | 26,6  |
| Средний суточный минимум, °C  | 14,0 | 15,5 | 19,5 | 21,5 | 23,6 | 23,4 | 22,2  | 21,5  | 21,3 | 20,3 | 17,0  | 14,5 | 17,7  |
| Норма осадков, мм             | 0,0  | 0,0  | 0,0  | 2,0  | 17,0 | 64,4 | 117,2 | 136,0 | 82,4 | 25,1 | 0,0   | 0,0  | 444,1 |
| Источник: ,                   |      |      |      |      |      |      |       |       |      |      |       |      |       |

## Демография
По данным последней официальной переписи 1993 года, население составляло 73 335 человек.
Динамика численности населения города по годам:
| 1973   | 1983   | 1993   | 2012    |
| ------ | ------ | ------ | ------- |
| 18 457 | 21 666 | 73 335 | 188 577 |

## Экономика
Основу экономики города составляет сельскохозяйственное производство. В окрестностях Эд-Даэйна культивируют просо, кукурузу, арахис, кунжут и др. В городе расположен один из крупнейших в Судане рынков по продаже скота.

## Транспорт
Через город проходит железнодорожная линия, соединяющая города Ньяла и Эль-Обейд. Ближайший гражданский аэропорт расположен в городе Ньяла.